# Leichtathletik-Europameisterschaften 2002/100 m der Frauen

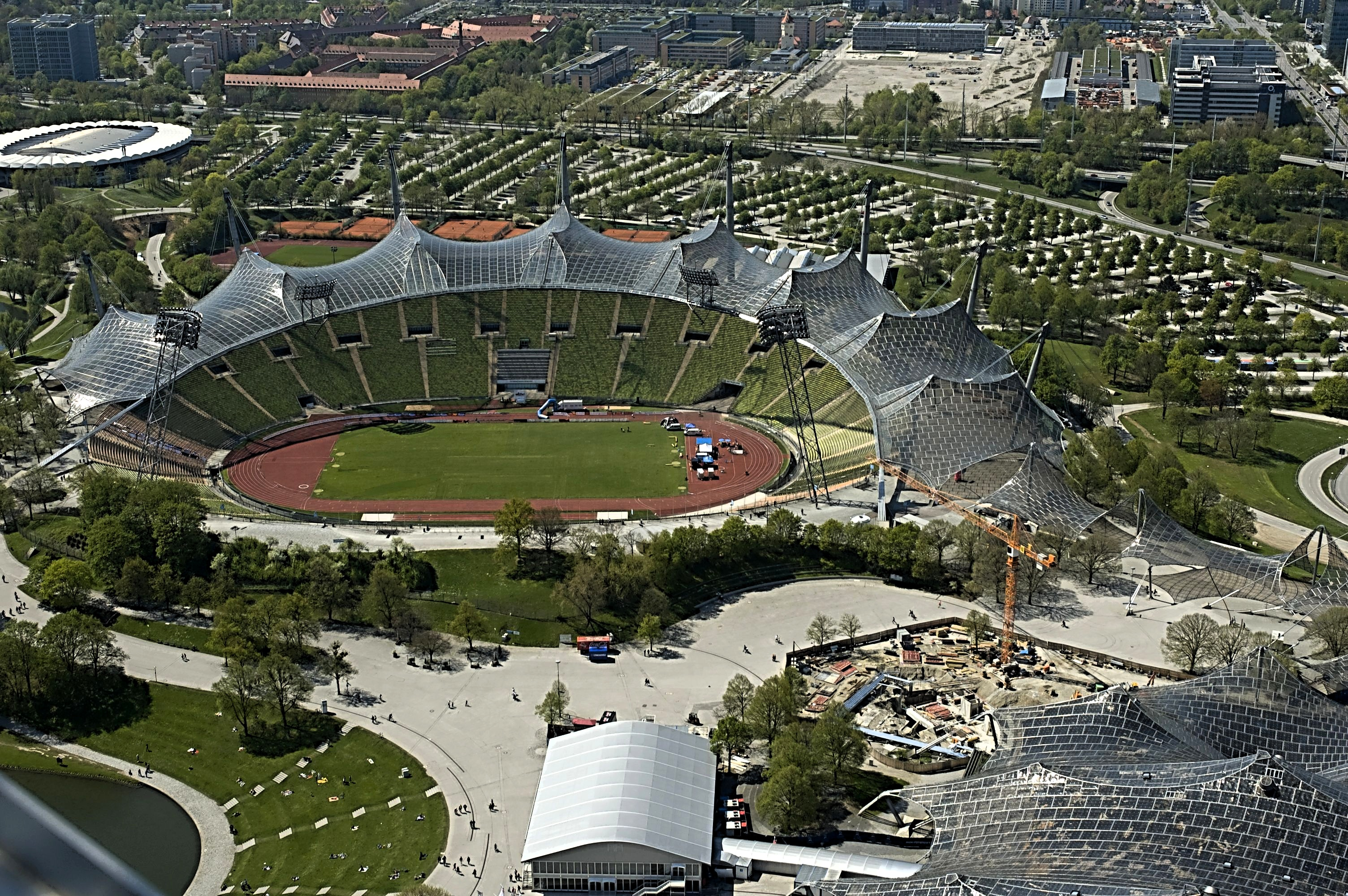
Das Olympiastadion in München von oben im Jahr 2009

Der 100-Meter-Lauf der Frauen bei den Leichtathletik-Europameisterschaften 2002 wurde am 6. und 7. August 2002 im Münchener Olympiastadion ausgetragen.
Europameisterin wurde die griechische Olympiazweite von 2000, WM-Dritte von 1999, WM-Zweite von 2001 und EM-Dritte von 1998 Ekaterini Thanou.
Rang zwei belegte die Belgierin Kim Gevaert, die zwei Tage darauf auch über 200 Meter Silber gewann.
Bronze ging an die Italienerin Manuela Levorato. Auch sie wiederholte diese Platzierung im 200-Meter-Rennen zwei Tage später.

## Bestehende Rekorde
| Weltrekord           | 10,49 s | Florence Griffith-Joyner | Indianapolis, USA   | 16. Juli 1988   |
| Europarekord         | 10,73 s | Christine Arron          | EM Budapest, Ungarn | 18. August 1998 |
| Meisterschaftsrekord | 10,73 s | Christine Arron          | EM Budapest, Ungarn | 18. August 1998 |

Der bestehende EM-Rekord wurde bei diesen Europameisterschaften nicht erreicht. Die schnellste Zeit erzielte die spätere Europameisterin Ekaterini Thanou aus Griechenland im zweiten Halbfinale mit 11,05 s bei einem Rückenwind von 0,3 m/s, womit sie 32 Hundertstelsekunden über dem Rekord, gleichzeitig Europarekord, blieb. Zum Weltrekord fehlten ihr 56 Hundertstelsekunden.

## Vorrunde
6. August 2002
Die Vorrunde wurde in vier Läufen durchgeführt. Die ersten drei Athletinnen pro Lauf – hellblau unterlegt – sowie die darüber hinaus vier zeitschnellsten Läuferinnen – hellgrün unterlegt – qualifizierten sich für das Halbfinale.

### Vorlauf 1
Wind: +0,1 m/s

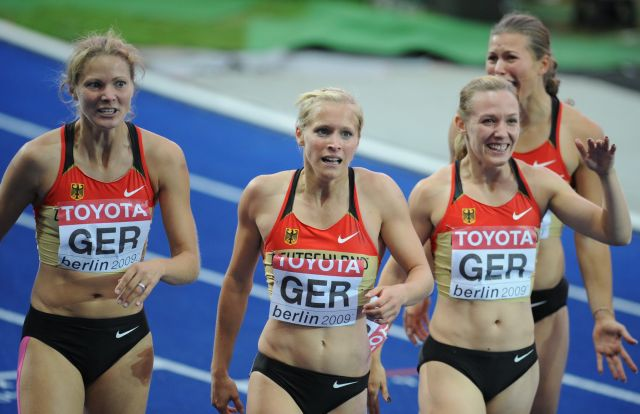
Marion Wagner (hier ganz links mit der deutschen Sprintstaffel im Jahr 2009) fehlten drei Hundertstelsekunden für das Erreichen des Halbfinals
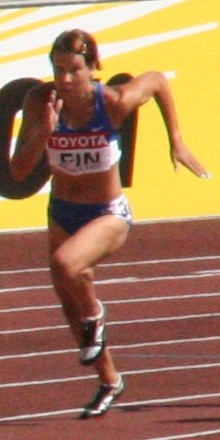
Johanna Manninen schied als Sechste ihres Vorlaufs aus

| Platz | Name               | Nation      | Zeit (s) |
| ----- | ------------------ | ----------- | -------- |
| 1     | Glory Alozie       | Spanien     | 11,42    |
| 2     | Julija Barzewitsch | Belarus     | 11,42    |
| 3     | Marina Kislowa     | Russland    | 11,45    |
| 4     | Alenka Bikar       | Slowenien   | 11,49    |
| 5     | Marion Wagner      | Deutschland | 11,53    |
| 6     | Johanna Manninen   | Finnland    | 11,88    |
| 7     | Daniela Bellanova  | Italien     | 11,78    |

### Vorlauf 2
Wind: +0,7 m/s
| Platz | Name                  | Nation         | Zeit (s) |
| ----- | --------------------- | -------------- | -------- |
| 1     | Manuela Levorato      | Italien        | 11,45    |
| 2     | Georgía Koklóni       | Griechenland   | 11,51    |
| 3     | Sina Schielke         | Deutschland    | 11,53    |
| 4     | Anschela Krawtschenko | Ukraine        | 11,54    |
| 5     | Beata Szkudlarz       | Polen          | 11,56    |
| 6     | Joice Maduaka         | Großbritannien | 11,60    |
| 7     | Aksel Gurcan          | Türkei         | 11,98    |

### Vorlauf 3
Wind: +0,4 m/s
| Platz | Name              | Nation      | Zeit (s) |
| ----- | ----------------- | ----------- | -------- |
| 1     | Kim Gevaert       | Belgien     | 11,19    |
| 2     | Karin Mayr-Krifka | Österreich  | 11,35    |
| 3     | Melanie Paschke   | Deutschland | 11,36    |
| 4     | Odiah Sidibé      | Frankreich  | 11,40    |
| 5     | Agnė Eggerth      | Litauen     | 11,50    |
| 6     | Larissa Kruglowa  | Russland    | 11,45    |
| 7     | Vincenza Calì     | Italien     | 11,66    |

### Vorlauf 4
Wind: +0,3 m/s
| Platz | Name              | Nation         | Zeit (s) |
| ----- | ----------------- | -------------- | -------- |
| 1     | Ekaterini Thanou  | Griechenland   | 11,07    |
| 2     | Abiodun Oyepitan  | Großbritannien | 11,40    |
| 3     | Delphine Combe    | Frankreich     | 11,45    |
| 4     | Olena Pastushenko | Ukraine        | 11,47    |
| 5     | Natalja Ignatowa  | Russland       | 11,62    |
| 6     | Bettina Müller    | Österreich     | 11,62    |
| 7     | Enikő Szabó       | Ungarn         | 11,62    |

## Halbfinale
7. August 2002
Aus den beiden Halbfinalläufen qualifizierten sich die jeweils ersten vier Athletinnen – hellblau unterlegt – für das Finale.

### Lauf 1

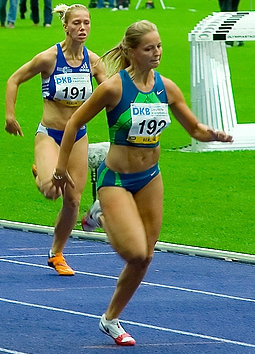
Für Sina Schielke (rechts) war das Halbfinale Endstation

Wind: +0,2 m/s
| Platz | Name             | Nation         | Zeit (s) |
| ----- | ---------------- | -------------- | -------- |
| 1     | Kim Gevaert      | Belgien        | 11,27    |
| 2     | Glory Alozie     | Spanien        | 11,32    |
| 3     | Abiodun Oyepitan | Großbritannien | 11,33    |
| 4     | Alenka Bikar     | Slowenien      | 11,37    |
| 5     | Georgía Koklóni  | Griechenland   | 11,44    |
| 6     | Sina Schielke    | Deutschland    | 11,48    |
| 7     | Marina Kislowa   | Russland       | 11,49    |
| 8     | Delphine Combe   | Frankreich     | 11,65    |

### Lauf 2

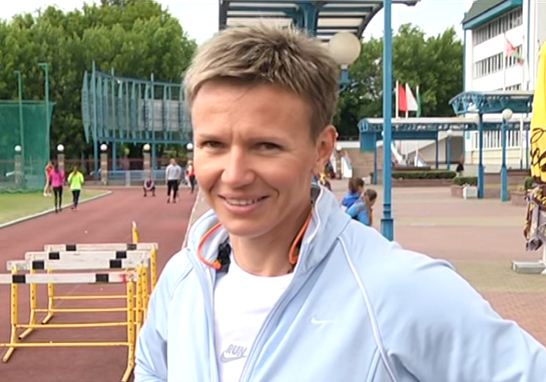
Julija Barzewitsch, spätere Julija Neszjarenka, verpasste das Finale um zwei Hundertstelsekunden

Wind: +0,3 m/s
| Platz | Name               | Nation       | Zeit (s) |
| ----- | ------------------ | ------------ | -------- |
| 1     | Ekaterini Thanou   | Griechenland | 11,05    |
| 2     | Manuela Levorato   | Italien      | 11,26    |
| 3     | Melanie Paschke    | Deutschland  | 11,35    |
| 4     | Odiah Sidibé       | Frankreich   | 11,42    |
| 5     | Julija Barzewitsch | Belarus      | 11,44    |
| 6     | Agnė Eggerth       | Litauen      | 11,44    |
| 7     | Karin Mayr-Krifka  | Österreich   | 11,52    |
| 8     | Olena Pastushenko  | Ukraine      | 11,54    |

## Finale

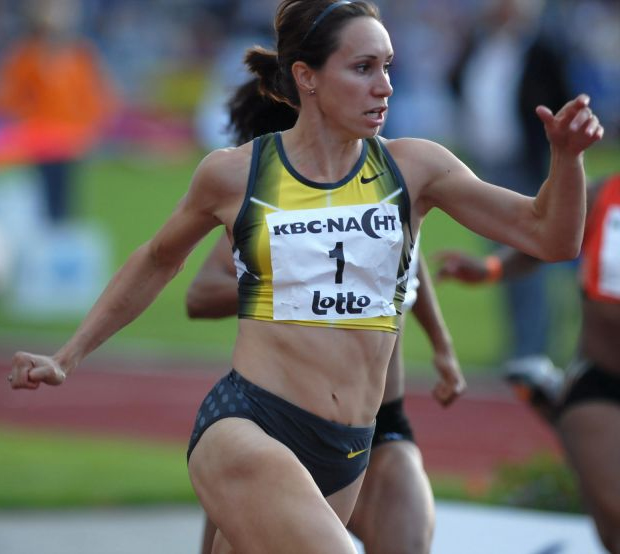
Kim Gevaert – Vizeeuropameisterin über 100 und 200 Meter
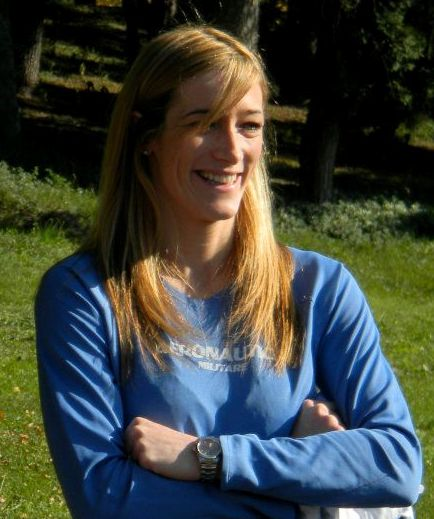
Bronzemedaillengewinnerin Manuela Levorato

7. August 2002
Wind: −0,7 m/s
| Platz | Name             | Nation         | Zeit (s) |
| ----- | ---------------- | -------------- | -------- |
| 1     | Ekaterini Thanou | Griechenland   | 11,10    |
| 2     | Kim Gevaert      | Belgien        | 11,22    |
| 3     | Manuela Levorato | Italien        | 11,23    |
| 4     | Glory Alozie     | Spanien        | 11,32    |
| 5     | Melanie Paschke  | Deutschland    | 11,37    |
| 6     | Abiodun Oyepitan | Großbritannien | 11,41    |
| 7     | Odiah Sidibé     | Frankreich     | 11,57    |
| 8     | Alenka Bikar     | Slowenien      | 11,63    |

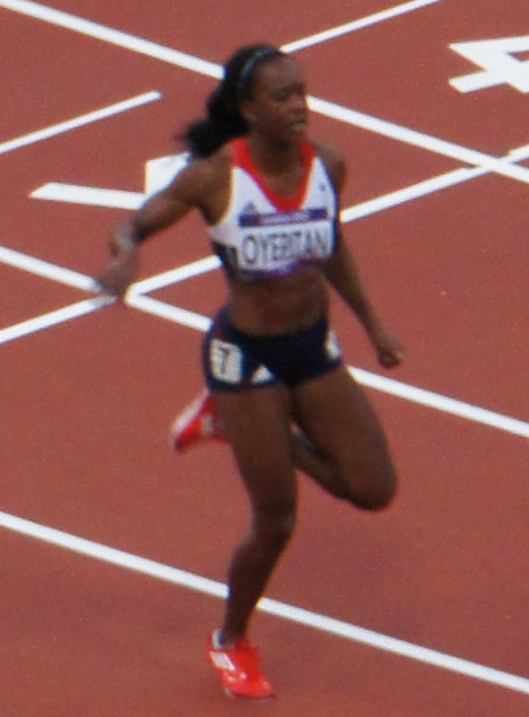
Abiodun Oyepitan kam auf den sechsten Platz
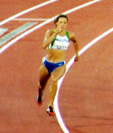
Alenka Bikar wurde Achte in diesem Finale

## Videolink
- Munich 2002 100m Women's Final, youtube.com, abgerufen am 21. Januar 2023